# Néron
Néron is een gemeente in het Franse departement Eure-et-Loir (regio Centre-Val de Loire) en telt 667 inwoners (2004). De plaats maakt deel uit van het arrondissement Dreux.

## Geografie
De oppervlakte van Néron bedraagt 19,3 km², de bevolkingsdichtheid is 34,6 inwoners per km².

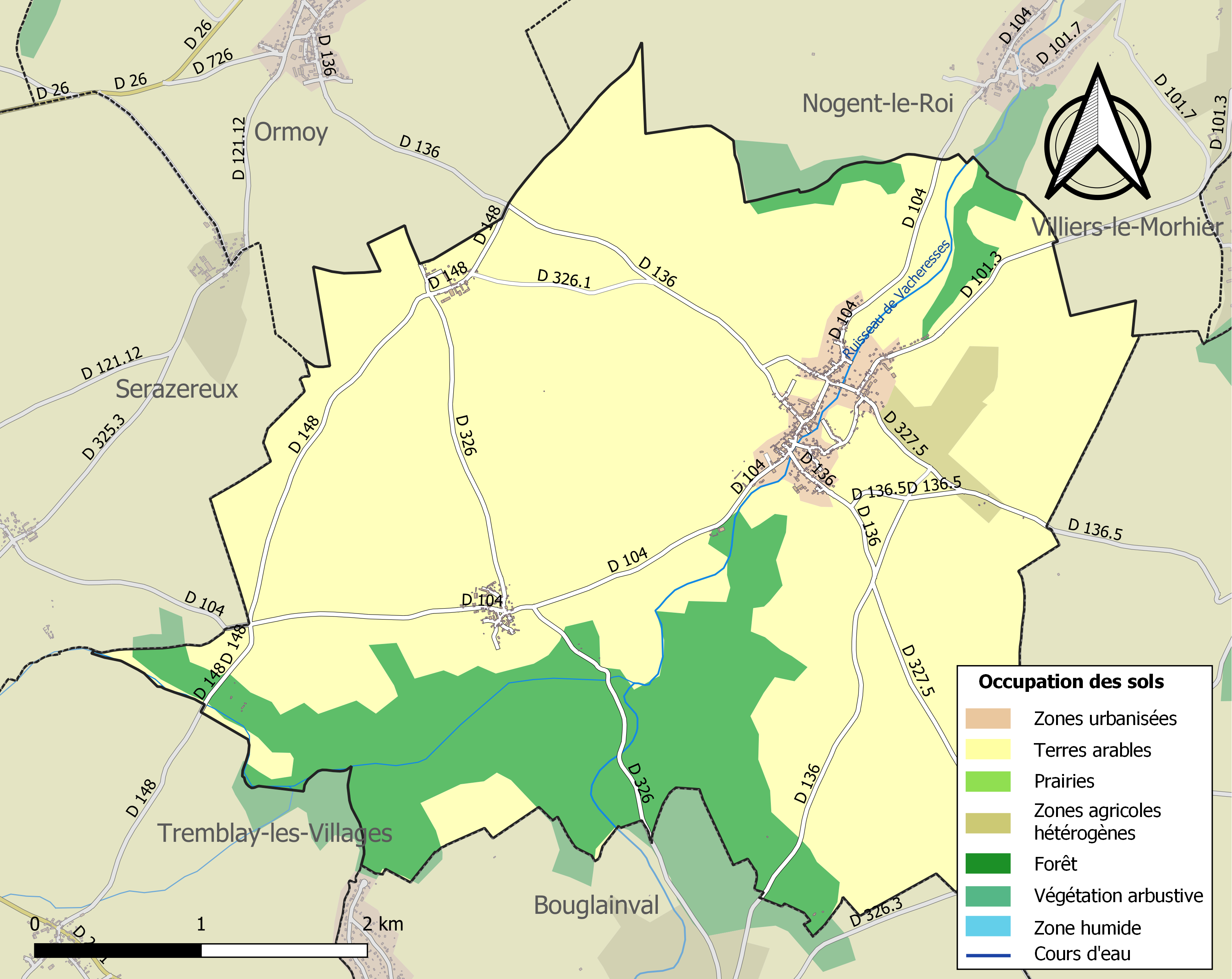
Kaart van de gemeente met de belangrijkste infrastructuur, bodemgebruik en omliggende gemeenten

## Demografie
Onderstaande figuur toont het verloop van het inwonertal (bron: INSEE-tellingen).